# Roy Gielen
Roy Gielen (Meijel, 4 januari 1998) is een Nederlandse voetballer die zowel als linksback als middenvelder inzetbaar is.

## Clubcarrière
Gielen maakte als jeugdspeler de overstap van RKMSV naar profclub VVV-Venlo. In de voorbereiding van het seizoen 2016/17 werd hij als amateur toegevoegd aan de selectie van het eerste elftal. Op 21 september 2017 maakte Gielen zijn debuut namens VVV in een officiële wedstrijd, in het met 0-3 gewonnen bekerduel bij Blauw Geel '38 als invaller voor Leroy Labylle. Gielen slaagde er niet in om een profcontract af te dwingen bij de Venlose eredivisionist en vertrok na afloop van het seizoen 2017/18 naar derdedivisionist EVV. Na vier jaar bij EVV, keerde Gielen in 2022 weer terug op het oude nest bij RKMSV.

### Statistieken
| Seizoen         | Club            | Competitie      | Competitie | Competitie | Beker | Beker | Play-off | Play-off | Totaal | Totaal |
| Seizoen         | Club            | Competitie      | Wed.       | Dlp.       | Wed.  | Dlp.  | Wed.     | Dlp.     | Wed.   | Dlp.   |
| --------------- | --------------- | --------------- | ---------- | ---------- | ----- | ----- | -------- | -------- | ------ | ------ |
| 2016/17         | VVV-Venlo       | Eerste divisie  | 0          | 0          | 0     | 0     | –        | –        | 0      | 0      |
| 2017/18         | VVV-Venlo       | Eredivisie      | 0          | 0          | 1     | 0     | –        | –        | 1      | 0      |
| 2018/19         | EVV             | Derde divisie   | 28         | 1          | 2     | 0     | –        | –        | 30     | 1      |
| 2019/20         | EVV             | Derde divisie   | 0          | 0          | 0     | 0     | –        | –        | 0      | 0      |
| 2020/21         | EVV             | Derde divisie   | 1          | 0          | 0     | 0     | –        | –        | 1      | 0      |
| 2021/22         | EVV             | Derde divisie   | 21         | 0          | 1     | 0     | 0        | 0        | 22     | 0      |
| Carrière totaal | Carrière totaal | Carrière totaal | 50         | 1          | 4     | 0     | 0        | 0        | 54     | 1      |